# 稲葉篤紀
稲葉 篤紀（いなば あつのり、1972年8月3日 - ）は、愛知県北名古屋市出身の元プロ野球選手（外野手・内野手、左投左打）、元日本代表監督。2024年より北海道日本ハムファイターズの二軍監督を務める。
現役引退した翌2015年より北海道日本ハムファイターズのスポーツ・コミュニティ・オフィサー（SCO）を務める。2013年から日本代表チームで打撃コーチを務め、2017年から2021年まで日本代表監督を務めていた。日本代表監督としては2019年にプレミア12優勝、2021年には東京オリンピックで金メダルに導くなどの実績を持つ。
愛称は北海道日本ハムファイターズで同僚だった新庄剛志からは「アツ」、ヤクルトスワローズで同期入団の宮本慎也からは「ナッパ」と呼ばれており、ヤクルトのマスコットであるつば九郎も「なっぱ」と呼んでいる。

## 経歴

### プロ入り前
愛知県北名古屋市出身。右頬に特徴的な大きな痕があるが、自著によると原因不明とのことである。医学的には「太田母斑」といわれる生まれつきの痣で、治療によって消したり薄くすることは可能だが、同じような症状で苦しんでいる人達の励みになるように、治療したり隠していない。
高校は、愛知県名古屋市の中京高校（現・中京大中京高校）出身である。3年夏の愛知大会決勝で伊藤栄祐、鈴木一朗を擁する愛工大名電高校に4-5で惜敗し、甲子園出場は叶わなかった。のちに日本ハムで打撃投手に転身していた伊藤と再会。自身の引退セレモニーで花束を贈呈された。
卒業後は法政大学経営学部に進学。1年の春から試合に出場し、先発出場時は中軸を打つこともあった。しかし、2学年上に一塁手で当時四番を打つ鈴木秀範がいた。また、故障を抱えていたこともあり、一塁手に定着したのは3年春からであった。特に2年春（1992年）は左翼手としての先発起用も検討されたが、故障のため不出場に終わった。
1993年（3年時）の春から、一塁手としてレギュラーに定着。同年の第22回日米大学野球の代表に選ばれた。
4年時には四番打者として法政大を秋季リーグ戦優勝に導いた。東京六大学野球の春季リーグでのベストナイン、第23回日米大学野球の代表にも選ばれた。リーグ通算成績は86試合出場、307打数86安打、打率.280、本塁打6、打点50であった。法大では3学年先輩に高村祐と諸積兼司、2学年後輩に副島孔太がいた。
1994年のプロ野球ドラフト会議でヤクルトスワローズに3位指名され入団。当時のヤクルト監督だった野村克也は、息子の野村克則（当時、明治大学3年）の試合を観戦した際に対戦相手である法政大の稲葉のプレー（この試合で本塁打を打った）を目にとめ、ドラフト当日3位の枠が空いており、「あの法政の左はどうなっとんのや」という発言によって獲得に至った。野村曰く「後で聞いたら、どこからも誘いはなかった。枠が空いていたヤクルトが稲葉を指名することになり、結果プロになりたかった稲葉は大変感謝していた」。とする一方で、稲葉本人は「近鉄バファローズから指名される予定だった」「ヤクルトが指名しなければ、もっと早い段階で梨田昌孝監督のもとで野球をしていたかもしれない」と語っている。

### ヤクルト時代
1995年、入団後に外野手としての練習を始める。1年目から一軍で出場し、同年6月21日の広島東洋カープ戦（広島市民球場）にて『8番・一塁手』でプロ初出場（初先発出場）し、中京高校の7年先輩にあたる紀藤真琴から初打席初本塁打を打ったほか、9月9日の読売ジャイアンツ戦（東京ドーム）ではテリー・ブロスのノーヒットノーラン達成を好捕で助けた。最終的に67試合の出場にとどまったが、8本塁打を打ち、規定打席不足ながら打率.307を記録した。
1996年は125試合に出場し、レギュラーに定着した。プロ入り初の規定打席到達を果たし、打率.310と好調を維持した。
1997年は打率3割は逃したもののチーム2位の21本塁打を記録し、2年ぶりのリーグ優勝と日本一に貢献した。
1998年は故障の影響で88試合の出場にとどまった。
1999年は故障で出遅れ、復帰したのは6月だった。この年は外野に飯田哲也や真中満に加えオリックスから加入した高橋智や新外国人のマーク・スミス の活躍もあり68試合の出場にとどまり、本塁打も2本しか打てなった。
2000年、3年続けて100試合に出場することができず、87試合の出場に終わるも11本塁打を打ち、3年ぶりに2桁本塁打を打った。
2001年、5月31日の巨人戦（明治神宮野球場）では、條辺剛からサヨナラ満塁本塁打を打った。これまでの故障や不振から脱し、5年ぶりの3割となる打率.311、25本塁打、自己最多の90打点、OPS.912という成績を残し、4年ぶりのリーグ優勝と日本一に貢献した。この年のヤクルトは稲葉含めた野手8人全員が規定打席に到達した。また、初のベストナインに選ばれた。
2002年、前年の活躍から一転して打率が3割を切り、長打率はプロ入り初めて4割を下回った。
2003年7月1日の横浜ベイスターズ戦（松本市野球場）では史上56人目のサイクル安打を達成した（後述）。しかし故障のためシーズン通して出場することができず、69試合の出場に終わった。
2004年、打撃不振を完全に脱するとまではいかなかったが、135試合の出場で18本塁打、打率.265の成績を残し、2年ぶりに規定打席に到達した。オフにフリーエージェント（FA）宣言。ピーター・グリーンバーグを代理人としメジャーリーグへの移籍を希望したがオファーがなく、一時はトライアウトを受けることも考えたが断念する。

### 日本ハム時代
2005年、2月に北海道日本ハムファイターズへ移籍。背番号は58。本来日本ハム球団はFA宣言選手の獲得には消極的で、FA宣言した選手が日本ハムへ移籍したのは、稲葉が初めての事例であった。当時のGMだった高田繁は「もし稲葉のメジャー移籍が叶わなかった場合は真っ先に入団交渉というつもりでいた」と語った。入団直後はファイターズの「楽しむ野球」に何度も驚かされ、キャンプ合流直後には新庄剛志から「楽しんで」と声をかけられたという。この年は主軸として127試合に出場、打率.271の成績を残した。
2006年、背番号をヤクルト時代の41に変更。この年より日本ハム一軍打撃コーチに就任した淡口憲治の指導のもと長打力の強化に取り組み、自己3番目の打率.307、打点75と自己最多の26本塁打を記録、チームのリーグ優勝と日本シリーズ制覇に貢献、プレーオフでは斉藤和巳（福岡ソフトバンクホークス）から優勝を決めるサヨナラ適時打、中日ドラゴンズとの日本シリーズでは17打数6安打、打率.353、本塁打2、打点7を記録し、MVPを獲得するなど勝負強さを見せつけた。日本シリーズMVPにはスポンサーから賞品として自動車が贈呈されたが、翌年から賞品が廃止されたため最後の賞品獲得者となった。この年は主に5番打者を務めたが、秋のアジアシリーズではフェルナンド・セギノールの欠場により4番を打った。打撃ではヤクルト時代以来5年ぶりのベストナイン、守備面でも初のゴールデングラブ賞を受賞した（ともに、以後2009年まで4年連続）。
2007年は小笠原道大の退団により3番打者を務め、チームの主要打撃成績は軒並みリーグ最下位でありながら自身は好調でオールスターゲームにも6年ぶりに出場。プロ入り13年目にして初の個人打撃タイトルとなる首位打者（打率.334）、最多安打（176安打）を獲得、また得点圏打率.350、リーグ3位の87打点、同3位のOPS.892を記録するなど球団初の連覇に貢献した。しかし、前年まで相性が良かった日本シリーズでは二塁打1本に終わるなど不振で、チームも2年連続の日本一を逃した。
2008年、5月頃から臀部の痛みに悩まされるも、7月15日の東北楽天ゴールデンイーグルス戦で通算1500試合出場と通算1500安打を同時に達成した。9月26日の埼玉西武ライオンズ戦の初回に通算200本塁打を達成した。打率は前年を下回ったが、2年ぶりの20本塁打を記録。しかしクライマックスシリーズでは、ふくらはぎの肉離れを起こし先発出場が2試合と、ほぼ1年間怪我に悩まされる年であった。シーズン途中に自身2度目のFA権を取得したが、契約交渉ではFA権を行使せず2年契約で更改した。
2009年、監督の梨田昌孝より直々に主将の座に就くことを命じられた。4月8日の千葉ロッテマリーンズ戦（東京ドーム）で自身初となる3打席連続本塁打を打った。同じ日に金本知憲も3打席連続本塁打を打ち、複数の選手が3打席連続本塁打を同じ日に記録したのはプロ野球史上初。5月3日の西武戦（札幌ドーム）で延長12回裏にヤクルト時代以来8年ぶりのサヨナラ本塁打を打ち、ヒーローインタビューで感極まり涙を流した。5月25日に出身地の北名古屋市より市民栄誉賞が送られた。オールスターゲームではファン投票両リーグ最多の498,353票を集め、選手間投票では同じく両リーグ最多の484票を集めた。シーズン終盤やや調子を落としたが最終的には打率3割でシーズンを終えた。四死球は自己最多の79で、出塁率はキャリアハイの.391を記録した。
2010年、2月放送のすぽると!で、現役プロ野球選手100人が選ぶ『この選手が凄い・バッター編』の「勝負強さ部門」1位、「バットコントロール部門」4位、「外野守備部門」2位にそれぞれ選ばれた。シーズンでは5月まで打率.227、OPS.688と不振に陥り、一時は5年ぶりに7番で出場するなど苦しんだ。6月以降は打率.316、OPS.870と調子を戻したが、シーズンを通しては5年ぶりに打率3割を切った。また、この年は髙橋信二の頭部死球による離脱や陽岱鋼の台頭によって外野手としての出場は減り、一塁手としては34試合に出場した。
2011年、肩を痛めた影響もあり、開幕戦を初めて指名打者で迎えた。右翼手に陽が定着したことから、指名打者に他の選手が入る際には主に一塁手として起用された。打撃は開幕直後は好調を維持していたが、6月には月間打率.169に終わるなど不振に陥る。7月には月間MVPを獲得するなど調子が上向き、7月24日のオールスターゲーム第3戦では2点本塁打を含む3打点の活躍で初のMVPを獲得したが、シーズン終盤に再び不振に陥り、打撃3部門とも日本ハム移籍後では最低の数字に終わった。特に左投手に対し打率.211と苦しみ、先発を外れることもあった。また勝利打点が5位の12と奮闘した。
2012年、開幕を2000年以来12年ぶりとなる2番で迎え、プロ18年目にして初となる開幕戦における3安打猛打賞を記録した。開幕からは6戦連続で2番に座ったが、その後は主に5番打者として活躍し、打率はリーグ7位の.290、得点圏打率はリーグ6位の.306、長打率はチームトップの.421を記録し、チーム3年ぶりとなるリーグ優勝に貢献した。守備面ではレギュラーシーズンでは一塁手または指名打者としての出場のみで、外野手としての出場はプロ入り後初めてゼロとなっていた。

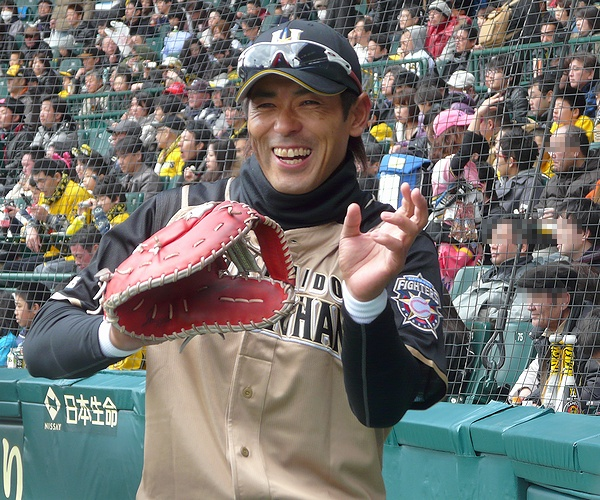
日本ハム選手時代
（2012年3月10日 阪神甲子園球場）

日本シリーズ第2戦にて、中田翔が死球を受け4回裏に途中交代した際、それまで稲葉が守っていた一塁手にマイカ・ホフパワーが入ったため、4回裏よりこの年初めて右翼手を守った。その他にも日本シリーズでは、稲葉は打率.391で首位打者に輝くなどの活躍を魅せ、敢闘選手賞を獲得した。この年は2009年以来3年ぶりにゴールデングラブ賞を獲得したが、一塁手部門としては自身初となった。パ・リーグの選手としては内野・外野の両方でゴールデングラブ賞を獲得したのは西村徳文（1985年二塁手部門、1990年外野手部門で獲得）以来であり、一塁手部門としては初。外野手から内野手の順でゴールデングラブ賞を受賞したのは、高田繁に続き2人目である。

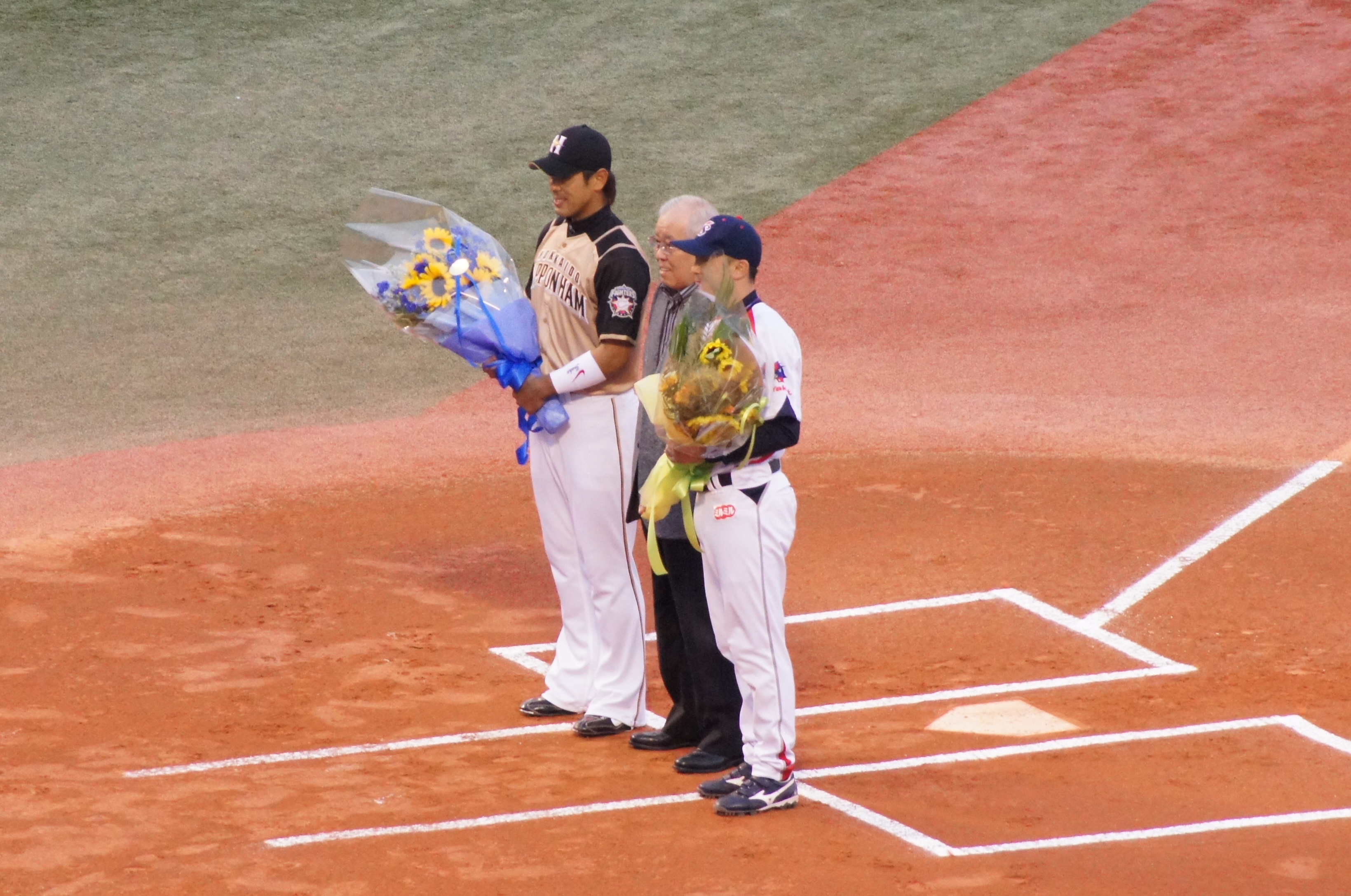
稲葉と同期入団の宮本慎也の2000本安打達成セレモニーにて。入団時の監督野村克也と（2012年5月30日）

このシーズンは満40歳という節目を迎える稲葉にとって記録ラッシュの年となった。4月28日の楽天戦（日本製紙クリネックススタジアム宮城）にて、出場1976試合目でケルビン・ヒメネスから史上39人目となる通算2000安打を達成。その6日後の5月4日にはヤクルトに同期入団の宮本慎也も通算2000安打を達成し、奇しくも宮本も出場1976試合目での達成であり、同年に同期入団選手が同試合数で通算2000安打を達成したのはそれぞれ史上初だった。5月4日のオリックス・バファローズ戦では史上58人目となる通算250本塁打、5月19日の広島戦では史上11人目となる通算400二塁打を達成。5月23日には札幌ドームにて「稲葉篤紀2000本安打メモリアルナイター」が開催され、試合前のセレモニーでは山田久志名球会理事よりブレザーが贈呈され、相手チームのDeNAからは元同僚の森本稀哲より花束が贈呈された。この日の試合、稲葉は3打数2安打1打点と活躍し、自らのメモリアルナイターを勝利で飾った。5月31日のヤクルト戦では史上44人目となる通算2000試合出場に到達。8月8日のソフトバンク戦では史上38人目となる通算1000打点、9月27日のロッテ戦では13年連続となる2桁本塁打をそれぞれ達成した。オフの11月15日に元モデルの怜奈と再婚した。12月4日から内野手登録となった。12月4日に第3回WBCの日本代表候補選手34人選出された。
2013年から一軍コーチ兼外野手となる。「5番・一塁手」で開幕スタメンを果たすも、15試合で打率1割以下と極度の不振に陥る（50打数4安打1打点）。チーム全体も3年ぶりの単独最下位を記録するなど苦戦していたこともあり、24日に自ら二軍落ちを志望した。故障以外で登録抹消されるのは日本ハム移籍後初となる。5月に一軍復帰した後のセ・パ交流戦では調子を取り戻すが、リーグ戦再開後に再び調子を落としスタメンから外れる試合も多くなる。6月29日の西武戦ではレギュラーの左翼手である中田翔が指名打者で出場したため、13年ぶりに左翼手として先発出場した。8月26日の二度目となる一軍登録抹消後は、コーチとして一軍に帯同。9月8日に再度一軍登録されるも、チームのAクラス入りが難しくなったため27日に三度登録を抹消され、そのままシーズンを終えた。15日のソフトバンク戦では延長に入り控え投手が全員登板した為、万が一に備えブルペンで投球練習を行っている。この年の規定打席未到達と3桁安打未達成は2003年以来であり、最終成績は打率.203で3本塁打、OPS.563と復調を果たすことができず、前年まで続いていた2桁本塁打の記録も途絶えた。
10月15日、2013 BASEBALL CHALLENGE 日本 VS チャイニーズ・タイペイに現役選手であるが専任コーチとして打撃コーチ就任。
2014年は選手専任となる。4月に左膝関節軟骨損傷のクリーニング手術を行い、7月に復帰したが、9月までに23試合出場に留まり、9月2日に現役引退を表明した。レギュラーシーズン最終戦で引退試合を行うも、この年のチームは3位となり、稲葉はこの後のクライマックスシリーズにも出場した。オリックスとのファーストステージ第2戦では代打で登場し、一時は勝ち越しとなる適時打を打つ。さらに第3戦でも代打で登場し、同点に追いつく適時打を打ち、チームは延長戦の末に勝利を収めるなど、チームのファイナルステージ進出へ大きく貢献した。現役最後の打席は、ソフトバンクとのファイナルステージ最終戦、9回表に代打で出場するも捕邪飛に倒れるが、試合終了後、同じく今シーズン限りで引退を表明していた金子誠と共に、日本ハム・ソフトバンク両軍の選手から胴上げされ、温かく迎えられる形で現役生活を締めくくった。

### 引退後
現役引退後はテレビ朝日・北海道テレビの野球解説者に就任、随時『報道ステーション』のスポーツコーナーでプロ野球解説を担当した。その傍ら、北海道日本ハムファイターズのスポーツ・コミュニティ・オフィサー（SCO）に就任した。
2014年9月18日、「2014 SUZUKI 日米野球」の日本代表打撃コーチを務めることが発表された。
2015年2月6日、「GLOBAL BASEBALL MATCH 2015 侍ジャパン 対 欧州代表」の日本代表打撃コーチを務めることが発表された。
2015年7月16日、「第1回WBSCプレミア12」の日本代表打撃コーチを務めることが発表された。
2016年1月28日、「侍ジャパン強化試合 日本 vs チャイニーズタイペイ」の日本代表打撃コーチを務めることが発表された。
2016年10月18日、「侍ジャパン 野球オランダ代表 野球メキシコ代表 強化試合」の日本代表打撃コーチを務めることが発表された。
2017年1月28日、「第4回WBC」の日本代表打撃コーチを務めることが発表された。
2017年7月31日、4年後のWBCまでの契約で日本代表監督に就任し、都内で記者会見が行われた（プロ解禁後の日本代表としては、現役での代表経験及び代表コーチ経験者として初の監督就任となった）。
2017年9月11日、「ENEOS アジアプロ野球チャンピオンシップ2017」の日本代表監督を務めることが発表された。同大会では日本が3戦全勝で完全優勝を果たし、初代王座を獲得した。
2018年1月23日、「ENEOS 侍ジャパンシリーズ2018 日本 vs オーストラリア」の日本代表監督を務めることが発表された。
2018年4月23日、「第2回 WBSC U-23ワールドカップ」の日本代表監督を務めることが発表された。
2018年8月20日、「2018日米野球」の日本代表監督を務めることが発表された。
2019年1月31日、「ENEOS 侍ジャパンシリーズ2019」の日本代表監督を務めることが発表された。
2019年10月1日、「第2回プレミア12」の日本代表監督を務めることが発表された。同大会では監督として日本を大会初の優勝へ導いた（日本代表監督としては初のNPB監督未経験及びNPB監督として日本一未経験での初の優勝監督となった）。
2021年8月7日、東京オリンピックで野球日本代表を金メダルへ導いた。また、野球がオリンピックの正式種目となってからは初の金メダルとなった。8月8日、東京オリンピックを区切りに日本代表監督を勇退することを発表した。なお、試合期間中の8月3日は稲葉の誕生日でもあり、バースデーソングを歌うなどのサプライズもあった。
2021年10月27日、北海道日本ハムファイターズのGM（ゼネラルマネージャー）に就任し、会見が行われた。
2023年11月18日、翌2024年シーズンより日本ハムの二軍監督を務めることが発表された。

## 代表経歴

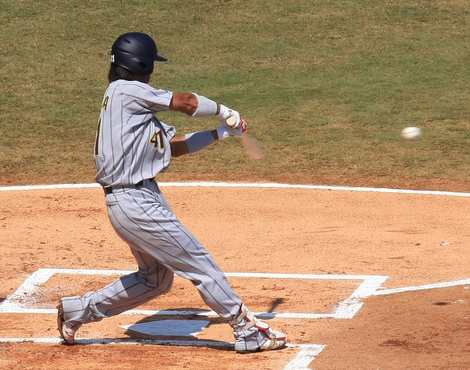
北京五輪時の稲葉のスイング

2007年オフに開催された北京オリンピック野球アジア予選では「7番・右翼手」として全試合に出場し、韓国戦では8回に貴重な適時打を打つなど打率.500を残しオリンピック出場権獲得に貢献した。
2008年は北京オリンピック野球日本代表に選ばれ、本戦では5番打者を務め、日本の4勝のうち2勝は稲葉が決勝打だった。
2009年開幕前の3月に開催された第2回WBCの日本代表に選出された。同大会では4番・指名打者や代打として9試合中8試合に出場した。成績は22打数7安打、打率.318。同大会の決勝戦の10回表には、先頭の内川聖一が安打で出塁した後、自身3年ぶりとなる犠牲バントを決めた。同大会ではイチローが不調であり、日本代表選手の中で唯一の先輩であった稲葉はイチローが凡退した後に、ベンチで励ましの言葉を度々掛けていて、メンタル面でイチローを陰で支えていた。

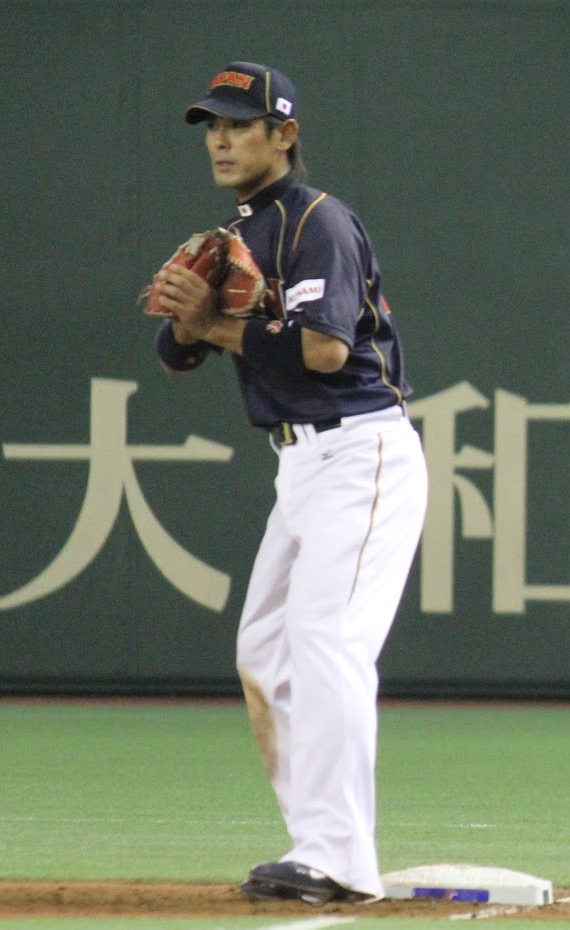
2013年WBCでの稲葉篤紀

2013年2月20日、第3回WBC日本代表選手28人に選出された。オリンピック、WBCを通じて40代の選手が日本代表に選ばれるのは史上初。同大会では2次ラウンドのオランダ戦では本塁打を打ち、大会最年長記録となった。

## 選手としての特徴

### 打撃
規定打席に達したシーズンで6度の3割を記録し、2007年には首位打者を獲得するなど巧打に長け、腕をコンパクトにたたんで体に巻きつくようなスイングで内角を打つのがうまく、日本ハム時代の同僚であった新庄剛志からは「稲葉君は内角打ちの天才」と絶賛された。ヤクルト時代にはストレートに滅法強く、変化球には弱かったが、日本ハム移籍後は変化球に強くなり、2009年には曲がる系のボールに対して内角の打率.359、同じく真ん中で.568を誇った。特にカーブを得意とし、森本稀哲曰く「世界一カーブが好きな男性」だという。また、ヤクルト時代には通算打率.232と左投手を苦手としていたが、日本ハム移籍後には2010年までの通算打率.295と克服している。この理由については「具体的には、引っ張らずに左方向に打ったり…。現役中は、これ以上は言えません」と語っている。
通算でプロ野球歴代5位となる429二塁打、本塁打は261本と、一定の長打力もある。

### 守備・走塁
守備ではゴールデングラブ賞を外野手部門で2006年から2009年まで、一塁手部門で2012年に受賞している。外野守備でのポジショニングも良く、主に右翼手として出場した2002年、2006年にリーグ外野手レンジファクター（RF/G）1位を、また2006年にはリーグ外野手最多刺殺を記録。なお左翼・森本稀哲、中堅・SHINJO（新庄剛志）との外野陣を2005年に10数試合、SHINJOの現役最終2006年には1年を通して形成し、2006年は森本と刺殺・レンジファクター（RF/G）共にリーグ外野手2位のSHINJOとで合計800弱の刺殺を記録して、3人揃って当年のゴールデングラブ賞を受賞している（同一チーム選手での外野手部門独占は1978年・阪急ブレーブス以来で、史上2例のみ〈2016年度発表時点 〉）。外国人選手として来日し、当初は規約から右翼手として起用されたアレックス・ラミレスは稲葉の方が上という理由からポジションを外されたが仕方ないと認めたと述べている。
リーグ外野手最多補殺を2度記録しているが、遠投は80メートル程度でプロの外野手としては肩は強くない。本人は「もともと一塁手だったため、大きく腕を振ることができないが、ボールを捕ってから投げるまでが速いため強肩に見えるのではないか」と話している。2010年4月27日のオリックス・バファローズ戦の8回表の右翼守備においては、打者の塩崎真が打って転がってきた安打性の打球を素早く一塁に送球し、打者走者をアウトにした（いわゆる「ライトゴロ」）。塩崎は「普通はあんな場所、守らない。安打1本、損した」と述べた（ただし、この場面は、試合終盤で守備側のリードがわずか1点であり、かつ二死で走者が二塁にいたため、外野手が前進守備を敷く体制を取るのは珍しいことではない）。
走塁面では盗塁の企図数は少ないが、一塁到達3.96秒、三塁到達11.45秒を記録するなど全力疾走を怠らない。

### その他
攻守交代時にはベンチと守備位置の間を常に全力疾走で移動する。これによってヤクルト時代にセ・リーグからスピードアップ賞およびスワロー・エクスプレス賞の表彰を受けている。

## 応援
日本ハムでは得点圏に走者を置いた状態で稲葉の打席を迎えると、ファンファーレに合わせて一斉にファンが飛び跳ねる、通称「稲葉ジャンプ」と呼ばれる応援が定着している。
ファンファーレは2006年のシーズン前に私設応援団が制作した。当初は曲に合わせてメガホンを叩くだけのものだったが、春先にフルキャストスタジアム宮城（現・楽天生命パーク宮城）で開催された試合で一部のファンが寒さに耐えかねジャンプしたのがきっかけとなり、札幌ドームにおいても外野スタンドの一角からジャンプが発生、それがどんどん規模を増していつの間にか球場全体が飛び跳ねるようになった。ただし、一部の野球場（スタルヒン球場など）においては、稲葉ジャンプは危険行為として禁止されており、そのような野球場では飛ばずに膝を曲げて身体を上下させる「稲葉スクワット」が取り入れられている（これは、千葉ロッテマリーンズや埼玉西武ライオンズなど、ジャンプ応援するチームも同様である）。札幌ドームの内野席は本来、飛び跳ねることはおろか立ち上がっての応援行為自体が禁止されているが、稲葉ジャンプの時だけは黙認されている（ジャンプが終わると内野席の観客は速やかに着席する）。なお、応援が始まった初期の頃は「イナバイブ」、「稲葉シェイク」等とも呼ばれていた。
札幌ドームはサッカー用の天然芝フィールドをドームに隣接する敷地で育成・維持している関係上、バックスクリーンにあたる位置のスタンド・構造物が可動式で柔構造になっている。そのため、稲葉ジャンプによる振動は震度3～4の地震に相当する大きさと言われている（2006年の日本シリーズの実況アナウンサーの発言より）。札幌ドームで行われる試合のテレビ中継では稲葉ジャンプにより映像が大きく揺れることがある。
2011年は、シーズン開幕前に東北地方太平洋沖地震が発生し、「被災者に地震の揺れを連想させないように」という配慮のもと、レギュラーシーズン中は稲葉ジャンプが行われなかったが、2011年のパシフィック・リーグクライマックスシリーズのファーストステージ（西武戦）で解禁された。
2014年限りで現役引退を表明した9月2日以降の試合では、稲葉が打席に立つと、日本ハムファンだけでなく相手チームのファンも一緒に立ち上がり、両チームのファンが稲葉ジャンプで稲葉を応援する光景が見られた。
ヤクルト時代ではチャンス法政（法政大学応援歌）も使われていた（1997年まで）。1998年からは杉浦享の応援歌が使用された。
なお、稲葉本人はこの稲葉ジャンプを意識していたらしく、稲葉ジャンプが起きるとその打席の初球はほぼ見逃していたと言う。

## 人物
4人兄弟の長男で、5歳上に姉、5歳下に双子の弟と妹がいる。左投げ左打ちだが、箸、ペンは右手で持つ。ゴルフでは右打ち。
2005年9月19日の西武戦（札幌ドーム）試合前に新庄剛志、森本稀哲、小谷野栄一、石本努との5人で同じデザインのかぶりもの（新庄の顔を模った仮面で「SHINJO5」と命名）を被り、ユニフォームも全員で「背番号：1、背ネーム：SHINJO」のものを着用してシートノックを受けるというパフォーマンスを披露した。2006年シーズンオフには、札幌グランドホテルで開催された選手ディナーショーに出演し自慢のノドを披露した。
元々、近眼だったがヤクルト時代にレーシック手術を行ったことで、以後コンタクトレンズを使わなくなった。
通算死球136は左打者では歴代2位である。
初打席初本塁打を打った1人だが、その中で稲葉は2017年シーズン終了時点で通算最多本塁打を打った記録を持っている。
少年時代は少しでも悲しいことが起こるとすぐに泣きだすような気が弱い性格で、そのこともあり小中ではいじめに遭っていた。中学時代には上級生にたばこを買いに行かされ、学校を抜け出してたばこを買いに行っていることが父親に知らされると父親に殴られ、稲葉本人に「強くならなければならない」という感情が芽生えた。ちなみにその上級生とは話し合いの場を作って意思疎通を図り、これを境にいじめは無くなった。
個人よりもチームプレーを重視するタイプで、2000安打を達成したときには「気負うことはなかったし、チャンスだったからとにかく走者を返そうという一心だった。」とコメントしている。さらに「2000本を打つために今シーズンやっているわけじゃないんでね。あくまでも監督を胴上げするためにやってるんでね。とにかく頑張りたいと思います。」、「個人成績は二の次ですから。」というコメントを残している。2000安打を達成した時のウイニングボールは行方不明になった。
現役時代、試合前のチームメイトとのキャッチボールの際に自身と同じ左投げの投手（杉内俊哉や武田勝など）のフォームを真似て投げることがあった。
現役時代は、背番号41を気に入っており、日本ハム移籍後の2005年は途中入団の経緯から当時チームで一番若い空き番号だった58になるも、翌年41に変更している。その理由の一つに、「41」が自身のイニシャル「AI」と似ているから、ということがある。
ポテトチップスが大好物であり、シーズンオフには食べ過ぎて体型を崩すこともある。自身が進退を懸けていると公言したシーズン20年目を控える2014年1月にはポテトチップスの食べすぎが原因で平常体重の94kgから100kg超まで増えてしまった。それに対してカロリーオフのポテトチップスを食べることで少しでも摂取カロリーを少なくすることを試みている。
映画『探偵はBARにいる2』の中で現在の北海道の大打者として名前が登場する。
2015年1月10日放送の「ジョブチューン アノ職業のヒミツぶっちゃけます!豪華2本立て!大相撲・プロ野球ぶっちゃけ祭り3時間SP!」で、「稲葉篤紀さんは『ランバンのレディースのピンク』を使っている。」とオリックス・バファローズ伊藤光選手が話していた。ピンク色の箱はランバンの『ジャンヌランバンEDP（オードパルファム）』で稲葉の胸元の匂いを確かめたパネラーの吉田羊も「凄くいい匂い」と絶賛していた。
スキージャンプの葛西紀明とは、1972年生まれの同学年で、オフにはゴルフをするなど、親交がある。
東京オリンピック 野球日本代表（侍ジャパン）監督としてチームを金メダルに導いた功績と栄誉をたたえ、2022年1月18日、愛知県北名古屋市の北名古屋市役所東庁舎前に記念のゴールドポスト（第49号）が設置された（ゴールドポストプロジェクト）。

## 詳細情報

### 年度別打撃成績
| 年 度      | 球 団      | 試 合 | 打 席 | 打 数 | 得 点 | 安 打 | 二 塁 打 | 三 塁 打 | 本 塁 打 | 塁 打 | 打 点 | 盗 塁 | 盗 塁 死 | 犠 打 | 犠 飛 | 四 球 | 敬 遠 | 死 球 | 三 振 | 併 殺 打 | 打 率 | 出 塁 率 | 長 打 率 | O P S |
| ---------- | ---------- | ----- | ----- | ----- | ----- | ----- | -------- | -------- | -------- | ----- | ----- | ----- | -------- | ----- | ----- | ----- | ----- | ----- | ----- | -------- | ----- | -------- | -------- | ----- |
| 1995       | ヤクルト   | 67    | 248   | 215   | 22    | 66    | 10       | 0        | 8        | 100   | 40    | 3     | 2        | 2     | 1     | 25    | 2     | 5     | 33    | 5        | .307  | .390     | .465     | .855  |
| 1996       | ヤクルト   | 125   | 496   | 436   | 63    | 135   | 26       | 3        | 11       | 200   | 53    | 9     | 5        | 7     | 7     | 38    | 0     | 8     | 66    | 9        | .310  | .370     | .459     | .829  |
| 1997       | ヤクルト   | 130   | 494   | 439   | 71    | 117   | 24       | 4        | 21       | 212   | 65    | 9     | 6        | 10    | 1     | 37    | 4     | 7     | 67    | 6        | .267  | .333     | .483     | .816  |
| 1998       | ヤクルト   | 88    | 280   | 258   | 29    | 72    | 17       | 2        | 5        | 108   | 23    | 4     | 2        | 2     | 1     | 13    | 1     | 6     | 42    | 2        | .279  | .327     | .419     | .746  |
| 1999       | ヤクルト   | 68    | 142   | 132   | 15    | 35    | 11       | 1        | 2        | 54    | 22    | 3     | 1        | 1     | 1     | 7     | 2     | 1     | 26    | 3        | .265  | .305     | .409     | .714  |
| 2000       | ヤクルト   | 87    | 290   | 274   | 36    | 77    | 13       | 0        | 11       | 123   | 30    | 0     | 0        | 4     | 2     | 8     | 0     | 2     | 42    | 2        | .281  | .304     | .449     | .753  |
| 2001       | ヤクルト   | 138   | 601   | 527   | 94    | 164   | 32       | 5        | 25       | 281   | 90    | 5     | 4        | 13    | 2     | 43    | 0     | 16    | 89    | 6        | .311  | .379     | .533     | .912  |
| 2002       | ヤクルト   | 116   | 488   | 448   | 59    | 119   | 19       | 3        | 10       | 174   | 39    | 3     | 1        | 8     | 4     | 21    | 1     | 7     | 77    | 2        | .266  | .306     | .388     | .695  |
| 2003       | ヤクルト   | 69    | 289   | 260   | 46    | 71    | 8        | 3        | 11       | 118   | 30    | 4     | 1        | 3     | 1     | 18    | 0     | 7     | 48    | 6        | .273  | .336     | .454     | .790  |
| 2004       | ヤクルト   | 135   | 473   | 437   | 61    | 116   | 20       | 3        | 18       | 196   | 45    | 6     | 3        | 5     | 2     | 23    | 2     | 6     | 85    | 3        | .265  | .310     | .449     | .758  |
| 2005       | 日本ハム   | 127   | 441   | 414   | 55    | 112   | 28       | 4        | 15       | 193   | 54    | 3     | 3        | 1     | 1     | 21    | 2     | 4     | 82    | 5        | .271  | .311     | .466     | .778  |
| 2006       | 日本ハム   | 128   | 518   | 473   | 66    | 145   | 20       | 2        | 26       | 247   | 75    | 5     | 5        | 6     | 2     | 27    | 2     | 10    | 74    | 6        | .307  | .355     | .522     | .878  |
| 2007       | 日本ハム   | 137   | 579   | 527   | 61    | 176   | 39       | 0        | 17       | 266   | 87    | 6     | 3        | 0     | 4     | 35    | 7     | 13    | 69    | 10       | .334  | .387     | .505     | .892  |
| 2008       | 日本ハム   | 127   | 513   | 448   | 71    | 135   | 25       | 5        | 20       | 230   | 82    | 2     | 3        | 0     | 5     | 56    | 9     | 4     | 85    | 9        | .301  | .380     | .513     | .894  |
| 2009       | 日本ハム   | 135   | 587   | 500   | 78    | 150   | 37       | 4        | 17       | 246   | 85    | 5     | 1        | 2     | 6     | 65    | 11    | 14    | 96    | 4        | .300  | .391     | .492     | .883  |
| 2010       | 日本ハム   | 137   | 591   | 530   | 68    | 152   | 36       | 4        | 16       | 244   | 79    | 3     | 0        | 1     | 5     | 43    | 1     | 12    | 86    | 5        | .287  | .351     | .460     | .811  |
| 2011       | 日本ハム   | 137   | 518   | 473   | 49    | 124   | 22       | 3        | 12       | 188   | 54    | 4     | 2        | 7     | 3     | 27    | 2     | 8     | 71    | 4        | .262  | .311     | .397     | .709  |
| 2012       | 日本ハム   | 127   | 497   | 449   | 46    | 130   | 23       | 3        | 10       | 189   | 61    | 0     | 0        | 8     | 3     | 32    | 3     | 5     | 70    | 3        | .290  | .342     | .421     | .762  |
| 2013       | 日本ハム   | 91    | 285   | 261   | 25    | 53    | 16       | 0        | 3        | 78    | 24    | 0     | 0        | 1     | 1     | 21    | 0     | 1     | 48    | 6        | .203  | .264     | .299     | .563  |
| 2014       | 日本ハム   | 44    | 89    | 77    | 6     | 18    | 3        | 0        | 3        | 30    | 12    | 0     | 0        | 0     | 0     | 10    | 0     | 2     | 13    | 3        | .234  | .337     | .390     | .727  |
| 通算：20年 | 通算：20年 | 2213  | 8419  | 7578  | 1021  | 2167  | 429      | 49       | 261      | 3477  | 1050  | 74    | 42       | 81    | 52    | 570   | 49    | 138   | 1269  | 99       | .286  | .345     | .459     | .804  |

- 各年度の太字はリーグ最高

### オリンピックでの打撃成績
| 年 度 | 代 表 | 試 合 | 打 席 | 打 数 | 得 点 | 安 打 | 二 塁 打 | 三 塁 打 | 本 塁 打 | 塁 打 | 打 点 | 盗 塁 | 盗 塁 死 | 犠 打 | 犠 飛 | 四 球 | 敬 遠 | 死 球 | 三 振 | 併 殺 打 | 打 率 | 出 塁 率 | 長 打 率 |
| ----- | ----- | ----- | ----- | ----- | ----- | ----- | -------- | -------- | -------- | ----- | ----- | ----- | -------- | ----- | ----- | ----- | ----- | ----- | ----- | -------- | ----- | -------- | -------- |
| 2008  | 日本  | 8     | 38    | 34    | 2     | 7     | 1        | 0        | 1        | 11    | 6     | 1     | 1        | 0     | 1     | 3     | 1     | 0     | 5     | 1        | .206  | .263     | .324     |

### WBCでの打撃成績
| 年 度 | 代 表 | 試 合 | 打 席 | 打 数 | 得 点 | 安 打 | 二 塁 打 | 三 塁 打 | 本 塁 打 | 塁 打 | 打 点 | 盗 塁 | 盗 塁 死 | 犠 打 | 犠 飛 | 四 球 | 敬 遠 | 死 球 | 三 振 | 併 殺 打 | 打 率 | 出 塁 率 | 長 打 率 |
| ----- | ----- | ----- | ----- | ----- | ----- | ----- | -------- | -------- | -------- | ----- | ----- | ----- | -------- | ----- | ----- | ----- | ----- | ----- | ----- | -------- | ----- | -------- | -------- |
| 2009  | 日本  | 8     | 24    | 22    | 5     | 7     | 4        | 0        | 0        | 11    | 0     | 0     | 0        | 1     | 0     | 1     | 0     | 0     | 4     | 0        | .318  | .348     | .500     |
| 2013  | 日本  | 7     | 22    | 21    | 2     | 6     | 0        | 0        | 1        | 9     | 1     | 0     | 0        | 0     | 0     | 0     | 0     | 1     | 3     | 1        | .286  | .318     | .429     |

### 年度別守備成績
| 年 度 | 球 団    | 一塁  | 一塁  | 一塁  | 一塁  | 一塁  | 一塁     | 外野  | 外野  | 外野  | 外野  | 外野  | 外野     |
| 年 度 | 球 団    | 試 合 | 刺 殺 | 補 殺 | 失 策 | 併 殺 | 守 備 率 | 試 合 | 刺 殺 | 補 殺 | 失 策 | 併 殺 | 守 備 率 |
| ----- | -------- | ----- | ----- | ----- | ----- | ----- | -------- | ----- | ----- | ----- | ----- | ----- | -------- |
| 1995  | ヤクルト | 2     | 16    | 1     | 1     | 2     | .944     | 63    | 89    | 3     | 0     | 0     | 1.000    |
| 1996  | ヤクルト | 2     | 14    | 1     | 0     | 1     | 1.000    | 122   | 213   | 10    | 3     | 4     | .987     |
| 1997  | ヤクルト | 9     | 30    | 0     | 0     | 3     | 1.000    | 127   | 224   | 5     | 5     | 5     | .979     |
| 1998  | ヤクルト | 20    | 146   | 9     | 2     | 13    | .987     | 70    | 87    | 0     | 5     | 0     | .946     |
| 1999  | ヤクルト | 6     | 36    | 4     | 2     | 0     | .952     | 25    | 41    | 1     | 0     | 0     | 1.000    |
| 2000  | ヤクルト | 1     | 0     | 0     | 0     | 0     | ----     | 76    | 129   | 5     | 0     | 2     | 1.000    |
| 2001  | ヤクルト | -     | -     | -     | -     | -     | -        | 137   | 278   | 12    | 4     | 1     | .986     |
| 2002  | ヤクルト | -     | -     | -     | -     | -     | -        | 115   | 215   | 5     | 0     | 1     | 1.000    |
| 2003  | ヤクルト | -     | -     | -     | -     | -     | -        | 69    | 145   | 6     | 1     | 0     | .993     |
| 2004  | ヤクルト | -     | -     | -     | -     | -     | -        | 130   | 248   | 3     | 2     | 0     | .992     |
| 2005  | 日本ハム | 1     | 2     | 0     | 0     | 1     | 1.000    | 125   | 244   | 14    | 2     | 7     | .992     |
| 2006  | 日本ハム | -     | -     | -     | -     | -     | -        | 126   | 275   | 7     | 3     | 1     | .989     |
| 2007  | 日本ハム | 2     | 2     | 1     | 0     | 2     | 1.000    | 123   | 255   | 4     | 2     | 1     | .992     |
| 2008  | 日本ハム | -     | -     | -     | -     | -     | -        | 98    | 194   | 5     | 0     | 3     | 1.000    |
| 2009  | 日本ハム | -     | -     | -     | -     | -     | -        | 119   | 217   | 5     | 3     | 1     | .987     |
| 2010  | 日本ハム | 34    | 258   | 15    | 2     | 30    | .993     | 83    | 128   | 2     | 2     | 0     | .985     |
| 2011  | 日本ハム | 70    | 564   | 47    | 4     | 45    | .993     | 9     | 8     | 0     | 0     | 0     | 1.000    |
| 2012  | 日本ハム | 103   | 912   | 50    | 3     | 65    | .997     | -     | -     | -     | -     | -     | -        |
| 2013  | 日本ハム | 64    | 514   | 27    | 2     | 46    | .996     | 7     | 14    | 0     | 1     | 0     | .933     |
| 2014  | 日本ハム | 13    | 83    | 5     | 3     | 6     | .967     | 1     | 0     | 0     | 0     | 0     | .---     |
| 通算  | 通算     | 328   | 2586  | 160   | 19    | 215   | .993     | 1625  | 3004  | 87    | 33    | 26    | .989     |

- 各年度の太字はリーグ該当守備位置としての最高
- 太字年はゴールデングラブ賞受賞年

### タイトル
- 首位打者：1回（2007年）
- 最多安打：1回（2007年）

### 表彰
- ベストナイン：5回（外野手部門：2001年、2006年 - 2009年）
- ゴールデングラブ賞：5回（外野手部門：2006年 - 2009年 一塁手部門：2012年）
- 月間MVP：5回（打者部門：2006年7月、2007年9月、2009年5月、2011年7月、2012年4月）
- 正力松太郎賞：1回（2021年）※特別賞
- コミッショナー特別表彰：1回（特別賞：2021年）
- パ・リーグ 連盟特別表彰：1回（特別功労賞：2014年）
- スピードアップ賞：2回（2000年、2001年） ※2001年はスワロー・エクスプレス賞（セントラル・リーグ会長特別表彰）として
- オールスターゲームMVP：1回（2011年第3戦）
- 日本シリーズMVP：1回（2006年）
- 日本シリーズ敢闘選手賞：1回（2012年）
- 日本シリーズ優秀選手賞：1回（1997年）
- 日本シリーズ特別賞：1回（プロ野球ドリームナイン賞：2012年）
- JA全農Go・Go賞：3回（好捕賞：1996年6月 最多二・三塁打賞：1996年8月 強肩賞：2005年9月）
- 札幌ドームMVP：1回（2007年）
- 札幌ドームMVP功労賞（2014年）
- 「ジョージア魂」賞特別賞：1回（2014年）
- 「ジョージア魂」賞：1回（2014年度第12回）

### 記録
初記録
- 初出場・初先発出場：1995年6月21日、対広島東洋カープ13回戦（広島市民球場）、8番・一塁手で先発出場
- 初打席・初安打・初打点・初本塁打：同上、2回表に紀藤真琴から右越2ラン ※史上34人目の初打席初本塁打[注 4]
- 初盗塁：1995年8月3日、対阪神タイガース21回戦（阪神甲子園球場）、6回表に二盗（投手：藪恵壹、捕手：木戸克彦）

節目の記録
- 100本塁打：2003年6月12日、対読売ジャイアンツ13回戦（東京ドーム）、2回表に桑田真澄から右中間越ソロ ※史上228人目
- 1000試合出場：2004年9月9日、対阪神タイガース23回戦（阪神甲子園球場）、7番・右翼手で先発出場 ※史上398人目
- 1000安打：2005年5月7日、対阪神タイガース2回戦（札幌ドーム）、12回裏に吉野誠から右前安打 ※史上230人目
- 150本塁打：2006年7月8日、対西武ライオンズ10回戦（インボイスSEIBUドーム）、10回表に松坂大輔から右越ソロ ※史上143人目
- 1500試合出場：2008年7月15日、対東北楽天ゴールデンイーグルス12回戦（東京ドーム）、9回裏に鶴岡慎也の代打で出場 ※史上160人目
- 1500安打：同上、9回裏に川岸強から中前安打 ※史上98人目
- 200本塁打：2008年9月27日、対埼玉西武ライオンズ24回戦（札幌ドーム）、1回裏に岸孝之から右越2ラン ※史上91人目
- 300二塁打：2009年5月6日、対千葉ロッテマリーンズ5回戦（千葉マリンスタジアム）、3回表に渡辺俊介から左翼線2点適時二塁打 ※史上51人目
- 1000三振：2010年4月24日、対東北楽天ゴールデンイーグルス5回戦（日本製紙クリネックススタジアム宮城）、9回表に岩隈久志の前に見逃し三振 ※史上48人目
- 350二塁打：2010年7月6日、対福岡ソフトバンクホークス10回戦（東京ドーム）、1回裏に杉内俊哉から左中間二塁打 ※史上28人目
- 3000塁打：2011年4月19日、対オリックス・バファローズ1回戦（ほっともっとフィールド神戸）、1回表に木佐貫洋から左前適時打 ※史上49人目
- 2000安打：2012年4月28日、対東北楽天ゴールデンイーグルス4回戦（日本製紙クリネックススタジアム宮城）、1回表にケルビン・ヒメネスから右前適時打 ※史上39人目
- 250本塁打：2012年5月4日、対オリックス・バファローズ7回戦（札幌ドーム）、5回裏に古川秀一から右越ソロ ※史上58人目
- 400二塁打：2012年5月19日、対広島東洋カープ1回戦（MAZDA Zoom-Zoom スタジアム広島）、2回表に野村祐輔から右中間二塁打 ※史上11人目
- 2000試合出場：2012年5月31日、対東京ヤクルトスワローズ2回戦（明治神宮野球場）、5番・一塁手で先発出場 ※史上44人目
- 1000打点：2012年8月8日、対福岡ソフトバンクホークス16回戦（帯広の森野球場）、3回裏に攝津正から右前適時打 ※史上38人目
- 1000得点：2013年6月15日、対広島東洋カープ1回戦（札幌ドーム）、8回裏にミチェル・アブレイユの中前適時二塁打で生還 ※史上39人目

その他の記録
- サイクル安打：2003年7月1日、対横浜ベイスターズ15回戦（松本市野球場） ※史上56人目[注 5]
- 両リーグ100本塁打：2010年5月12日、対阪神タイガース1回戦（阪神甲子園球場）、9回表に西村憲から左中間越2ラン ※史上10人目
- 2球団で100本塁打：同上 ※史上16人目
- 外野手最多補殺：2回（2001年、2005年）
- 外野手レンジファクター（RF/G）1位：2回（2002年：1.91、2006年：2.24）[32]
- オールスターゲーム出場：8回（1997年、2001年、2007年、2008年、2009年、2010年、2011年、2012年）
- 日本シリーズ（5試合制）最多打点：7（2006年） ※シリーズタイ記録

### 背番号
- 41（1995年 - 2004年、2006年 - 2014年）
- 58（2005年）
- 80（2015年 - 2021年） - 日本代表コーチ→監督。
- 90（2024年 - ）

### 登場曲
ヤクルト時代
- 必殺仕掛人より 『荒野の果てに』

日本ハム時代
- QUEEN 『I Was Born To Love You』2005 - 2014年。※2008年からは得点圏時に限定。
- EXILE 『銀河鉄道999 feat.VERBAL (m-flo)』 ※2008年3月28日より現役最終2014年まで使用。
- DJ OZMA 『超!』 ※親友の稲田直人が同僚時代に使用していた曲であり、同選手がトレードで退団したのを受けて2010年より使用。
- 佐野有美 『歩き続けよう』 ※2012年8月3日より2013年まで使用。
- 岡村孝子 『夢をあきらめないで』 ※2012年に使用（使用開始年は不明）。
- ゆず 『with you』 ※2013年に使用。
- 光永亮太 『Always』 ※2013年に使用。
- 渡辺美里 『My Revolution』 ※現役最終2014年に使用。

### 代表歴
- 2008年北京オリンピックの野球競技・日本代表
- 2009 ワールド・ベースボール・クラシック日本代表
- 2013 ワールド・ベースボール・クラシック日本代表

### 指導歴
- 北海道日本ハムファイターズ - 一軍コーチ兼外野手（2013年）
- 2015 WBSCプレミア12 日本代表 - 打撃コーチ。
- 2017 ワールド・ベースボール・クラシック日本代表 - 打撃コーチ。
- 2017 アジア プロ野球チャンピオンシップ 日本代表 - 監督。
- 2019 WBSCプレミア12 日本代表 - 監督。
- 2020年東京オリンピックの野球競技・日本代表 - 監督。

## 関連情報

### 著書
- 『HOP STEP 稲葉JUMP! いつも心に太陽を』（KKロングセラーズ：2009年4月） ISBN 9784845421473
- 『躍る北の大地 道産子の夢に向かって全力疾走!』（ベースボール・マガジン社：2011年3月） ISBN 9784583103433
- 『北海道に僕が残したいもの』（宝島社：2013年11月） ISBN 9784800209757
  - 『THANKS FANS! 北海道に僕が残したいもの』（宝島社：2014年12月） ISBN 9784800235190 ※文庫版
- 『活かして勝つ 金メダルをつかむチーム作り』（中央公論新社：2022年3月） ISBN 9784120055171

### 出演番組
- ホッカイラジャーズ野球少年団（声の出演・Aiさん役）
- スーパーベースボール（テレビ朝日・北海道テレビ）
- GAORAプロ野球中継（2016年9月19日の日本ハム対ロッテ戦で初出演）
- 報道ステーション
- 24時間テレビ（STVテレビ、2016年8月27日 - 28日）